# Ильин, Иван Александрович
Ива́н Алекса́ндрович Ильи́н (28 марта [9 апреля] 1883, Москва, Российская империя — 21 декабря 1954, Цолликон, Швейцария) — русский философ, писатель и публицист. Доктор государственных наук, профессор.
Как философ был последователем Гегеля, русским гегельянцем, в частности, развивал концепт «национального духа»; внёс вклад в разработку русской национальной идеи. Представитель Белого движения и идеолог Русского общевоинского союза (РОВС), последовательный критик коммунистической власти в России и убеждённый приверженец принципа непримиримости в борьбе с коммунизмом. В 1922 году был выслан большевиками из России на «философском пароходе». Как лицо без гражданства жил с нансеновским паспортом. В эмиграции стал сторонником так называемых монархистов-непредрешенцев, тяготел к интеллектуальной традиции славянофилов. С 1923 по 1934 год работал в Русском научном институте в Берлине.
В 1933 году Ильин приветствовал приход Адольфа Гитлера к власти в Германии, полагая, что национал-социализм остановит распространение большевизма в Европе. В 1934 году в силу разногласий с национал-социалистами был снят с должности руководителя института. В 1938 году благодаря финансовой поддержке композитора Сергея Рахманинова переехал в Швейцарию. Поскольку Ильину не разрешалось работать или вести политическую деятельность, он в основном занимался вопросами этики и психологии.
Взгляды Ильина относительно общественного устройства России оказали большое влияние на некоторых российских политиков и интеллектуалов, в том числе на Александра Солженицына. Ильина считают одним из идейных вдохновителей президента России Владимира Путина.

## Биография

### Происхождение
Родился 28 марта (9 апреля) 1883 года в дворянской семье Ильиных. Этот род был записан в дворянскую родословную книгу Санкт-Петербургской (в 1812 году) и Рязанской губерний (в 1826 году); в 1870 году по заслугам полковника Ивана Ивановича Ильина (1799—1865) — смотрителя и коменданта с титулом «майора от ворот Большого Кремлёвского дворца»— был записан во II-ю часть дворянской родословной книги Московской губернии.

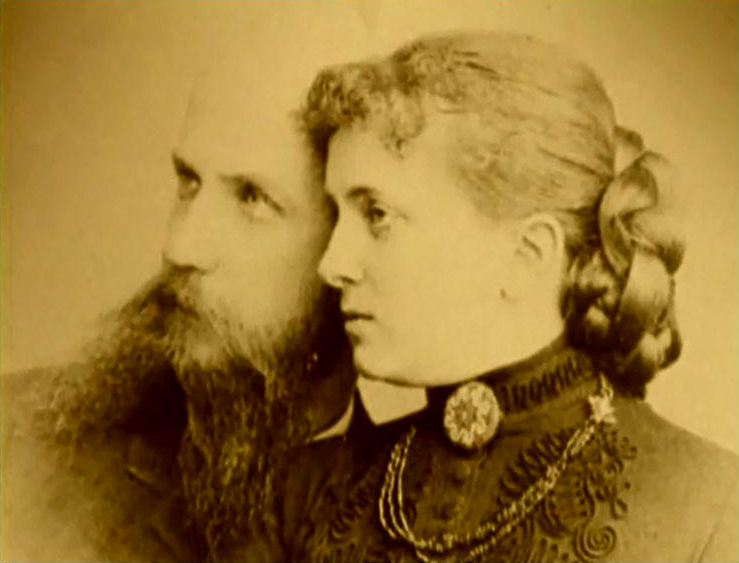
Родители — Александр Иванович и Екатерина Юльевна Ильины

Отец Ивана Ильина — Александр Иванович Ильин (1851—1921), крестник императора Александра II, губернский секретарь, присяжный поверенный Округа Московской судебной палаты, с 1885 года — владелец имения «Большие Поляны» в Рязанской губернии; гласный Пронского уездного земского собрания.
Мать Ивана Ильина — российская немка Каролина Луиза Швейкерт фон Штадион (1858—1942), лютеранка, дочь коллежского советника, врача Вдовьего дома в Москве, первопроходца гомеопатии в России Юлиуса Швейкерта фон Штадиона (1805—1876), после венчания в 1880 году в церкви Рождества Христова в селе Быково Бронницкого уезда Московской губернии.
Братья:
- Алексей Александрович Ильин окончил 5-ю Московскую гимназию. В июле 1899 года был зачислен на юридический факультет Московского университета, а в январе 1900 года переведён на второй семестр историко-филологического факультета, но вскоре подал прошение о разрешении посещать занятия и на юридическом факультете. 5 мая 1903 года получил выпускное свидетельство историко-филологического факультета. Одновременно прослушал полный курс на юридическом факультете, сдав все необходимые зачёты и экзамены[14].
- Александр Александрович Ильин вначале поступил на физико-математический факультет Московского университета, а по окончании второго семестра 29 июля 1902 года в прошении ректору изложил просьбу о переводе на первый курс юридического факультета. В мае 1907 года был удостоен диплома второй степени[15].
- Игорь Александрович Ильин по окончании рязанской 1-й гимназии в августе 1910 года поступил на юридический факультет Московского университета, в 1914 году был удостоен диплома первой степени и вступил в Совет присяжных поверенных округа Московской судебной палаты. Дипломное сочинение на тему «Примирение с Римом в царствование Юстина I и церковная борьба в царствование Юстиниана (518—565)» получило оценку «весьма удовлетворительно». 1 июля 1933 года Игорь Ильин обратился в архив МГУ с просьбой о выдаче справки об окончании юридического факультета, необходимой для представления в Бюро юрисконсультов при Московской прокуратуре[16][17]. 20 сентября 1937 года Игорь Ильин был арестован УНКВД по Московской области. 17 ноября 1937 года по обвинению в «контрреволюционной агитации» осужден «тройкой» УНКВД Московской области к высшей мере наказания. Расстрелян 19 ноября 1937 года, место захоронения — Бутовский полигон. Реабилитирован 5 марта 1957 года[18].

Тётка Ивана Ильина по отцу — Екатерина Ивановна Жуковская (переводчица, псевдоним «Д. Торохов», 1841—1913) — жена публициста Юлия Галактионовича Жуковского (1822—1907); двоюродная сестра Ивана Ильина их дочь — писательница Наталья Юльевна Жуковская-Лисенко (1874—1940).
Другая тётка по отцу — Любовь Ивановна Ильина (около 1845—1922) — была замужем за известным петербургским педагогом Яковом Григорьевичем Гуревичем, основателем и директором Гимназии и реального училища Гуревича, а также — педагогического журнала «Русская школа»; их дети (двоюродные братья и сестра И. А. Ильина) — профессор медицины и автор многократно переиздававшейся «Общей врачебной техники» Григорий Яковлевич Гуревич-Ильин, педагог, литератор и (после смерти отца) директор гимназии Гуревича Яков Яковлевич Гуревич и писательница Любовь Яковлевна Гуревич, с которой И. А. Ильина связывала многолетняя дружба и переписка. Внук Я. Г. и Л. И. Гуревичей — литературовед Ираклий Луарсабович Андроников (1908—1990).
Дядя по отцу — Николай Иванович Ильин (1837——1907) — инженер-полковник, один из совладельцев Общества Московско-Рязанской железной дороги, купил в 1874 году усадьбу Быково.

### Детство и юность

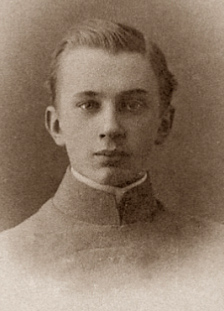
Иван Ильин в период обучения в гимназии. 1901

Иван Ильин родился в Москве 28 марта (9 апреля) 1883 года. Крещён 22 апреля в церкви Рождества Богородицы за Смоленскими воротами.
Первые пять лет учился в Пятой Московской гимназии, последние три года — в лучшей в Москве Первой классической гимназии, по окончании которой с золотой медалью подал прошение в Московский университет о зачислении на юридический факультет. Во время учёбы у него сложился интерес к философии; он получил фундаментальную подготовку по праву, которое изучал под руководством философа-правоведа П. И. Новгородцева. В студенческие годы он был, по воспоминаниям современников, «русским немцем»: больше всего его интересовала немецкая классическая философия — труды Канта, Шеллинга, Гегеля. Будучи наполовину немцем, свободно читал на языке оригинала.
Во времена революции 1905 года Ильин придерживался довольно радикальных взглядов, но после 1906 года обратился к научной карьере, а политически мигрировал в сторону правого крыла кадетской партии.
В 1906 году Ильин окончил юридический факультет Московского университета с дипломом первой степени и по предложению князя Е. Н. Трубецкого был оставлен для приготовления к профессорскому званию. В 1909 году сдал экзамены на степень магистра государственного права, был утверждён в звании приват-доцента по кафедре энциклопедии права и истории философии права Московского университета.
В 1910 году стал членом Московского психологического общества; опубликовал свою первую научную работу «Понятие права и силы». В конце 1910 года вместе с женой поехал в научную командировку за границу и провел два года в университетах Гейдельберга, Фрайбурга, Берлина, Гёттингена и Парижа, занимаясь изучением новейших течений европейской философии, включая философию жизни и феноменологию.
В 1913 году Ильин вернулся в Россию.
По возвращении из Германии начал работать в Московском университете, а также читать лекции на московских Высших женских курсах.
В 1914 году поддержал вступление России в Первую мировую войну, которую пытался осмыслить в работах «Основное нравственное противоречие войны» (1914) и «Духовный смысл войны» (1915), сыгравших немаловажную роль в упрочении в стране патриотического подъёма.
В 1917 году был избран председателем общества молодых преподавателей Московского университета.
Октябрьскую революцию 1917 года воспринял как катастрофу и решил активно бороться с незаконным режимом. В 1918 году трижды подвергался аресту по делу «Добровольческой армии» и в общей сложности около двух месяцев содержался в застенках ВЧК.
В мае 1918 года защитил диссертацию «Философия Гегеля как учение о конкретности Бога и человека», за которую ему единогласно присудили сразу две степени: магистра и доктора государственных наук. Осенью Ильин получил звание профессора. Известность помогла ему избежать наказания по делу «Добровольческой армии», и он был оправдан за недостаточностью доказательств. В 1921 году был избран председателем Московского психологического общества.

### За границей

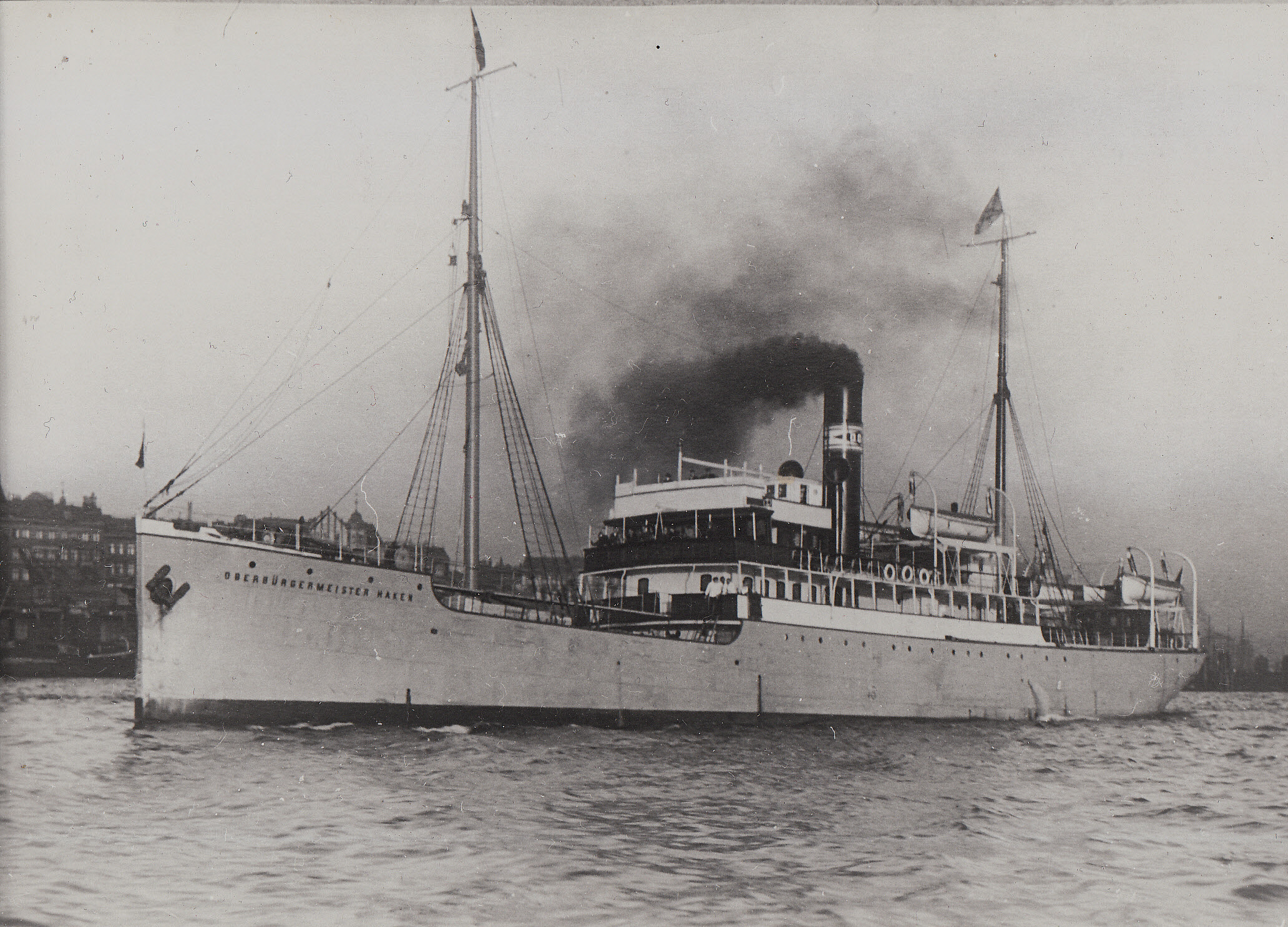
Пароход «Обер-бургомистр Хакен» («философский пароход»)

Ильин ещё трижды подвергался аресту органами ВЧК—ГПУ — в 1919, 1920 и 1922 году. В результате его обвинили в антисоветской деятельности и 29 сентября 1922 года вместе с другими видными философами, историками и экономистами выслали в Германию на пароходе «Обер-бургомистр Хакен». 30 сентября 1922 года прибыл в Штеттин.

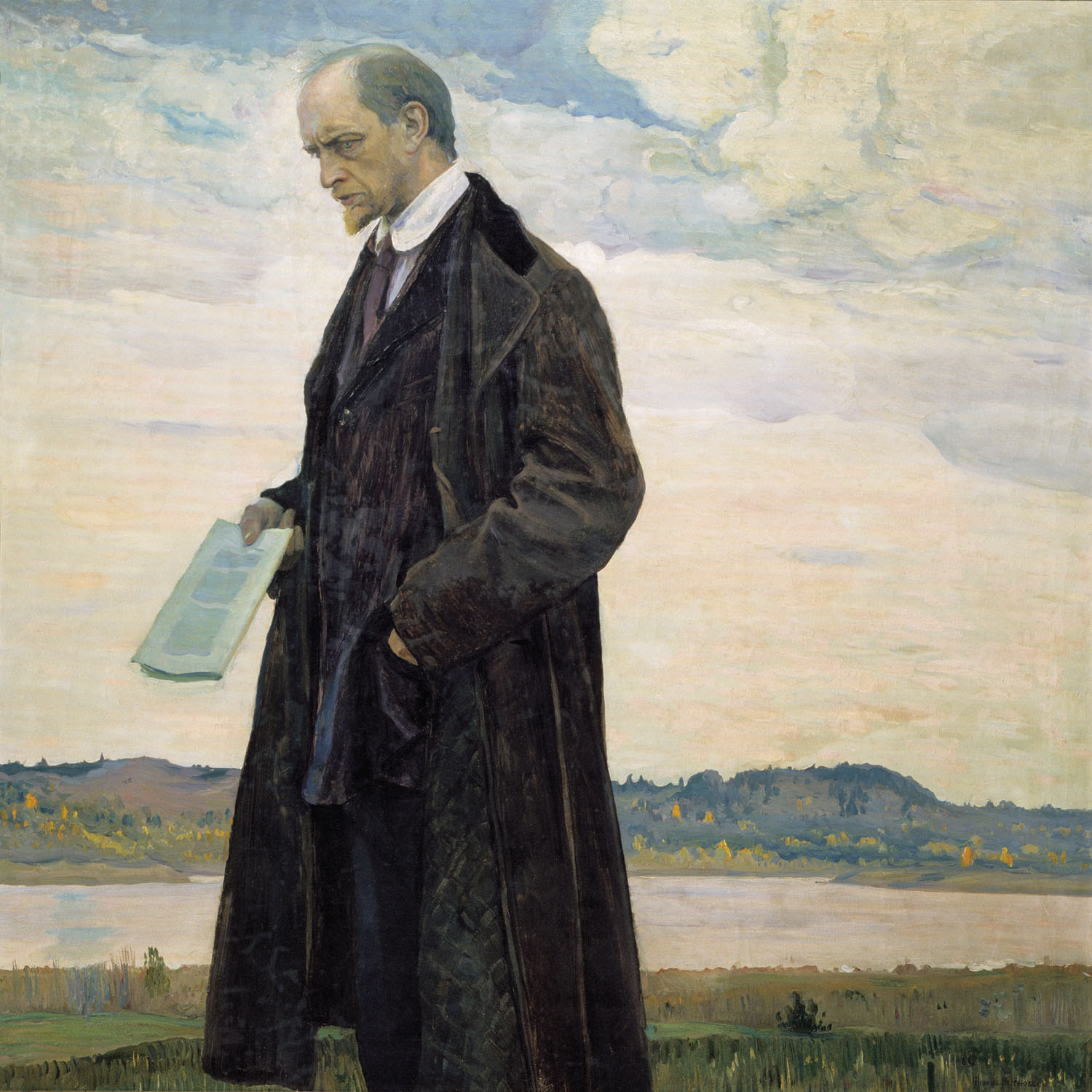
«Мыслитель (портрет философа И. А. Ильина)»;
картина М. В. Нестерова, 1921—1922

С 1923 по 1934 год служил профессором в Русском научном институте (РНИ) в Берлине, деятельность которого финансировалась сначала министерством иностранных дел Германии, затем министерством культуры и науки Пруссии, а после прихода к власти национал-социалистов министерством народного просвещения и пропаганды.
Ильин стал одним из главных идеологов Белого движения в эмиграции, выступал на антикоммунистических митингах и активно публиковался в кругах так называемого «политического протестантизма» (издательство «Эккарт»). С 1927 по 1930 год был редактором и издателем журнала «Русский Колокол». В третьем номере журнала за 1928 год опубликовал статью «О русском фашизме», в которой размышлял о «фашистском „методе“ борьбы с большевистской заразой». Ильин состоял в переписке с писателем-эмигрантом ортодоксально-религиозных взглядов Иваном Шмелёвым. В письме к Шмелёву от 18 сентября 1927 году Ильин писал, что по изображению подлинной трагедии человечества он предпочёл работу Шмелёва «Солнце мёртвых» «Книге Иова» и «Апокалипсису».
В начале апреля 1933 года направил в разведывательный отдел имперского министерства внутренних дел (впоследствии гестапо) донесение «Директивы Коминтерна по большевизации Германии», в котором, как отмечал заказчик, хотя и использован обширный материал из большевистской прессы, не были отражены «средства и методы, используемые Коминтерном в Германии, деятельность русских эмиссаров» и другие важные аспекты, полезные в практическом отношении. В конце апреля 1933 года выступил с одноимённой лекцией в Немецко-русском клубе.
В мае 1933 года в связи с приходом в Германии к власти национал-социалистов написал статью «Национал-социализм. Новый дух», в которой выступил в поддержку нового режима:

…я категорически отказываюсь расценивать события последних трёх месяцев в Германии с точки зрения немецких евреев. (…) То, что происходит в Германии, есть огромный политический и социальный переворот. (…) Что cделал Гитлер? Он остановил процесс большевизации в Германии и оказал этим величайшую услугу всей Европе. (…) Сброшен либерально-демократический гипноз непротивленчества. Пока Муссолини ведёт Италию, а Гитлер ведёт Германию — европейской культуре даётся отсрочка…
Возглавив Русский научный институт, уволил некоторых сотрудников, в том числе бывшего директора Всеволода Ясинского. В июле 1934 года был отстранён от должности. В своих воспоминаниях Иосиф Гессен писал: «Судорожная длань национал-социализма обрушилась и на без лести преданных. Так, на полицейском автомобиле повлекли на допрос профессора И. А. Ильина, сочинителя пышного адреса Гитлеру». В личной переписке с Иваном Шмелёвым Ильин связывал своё увольнение с отказом в участии в антисемитской пропаганде.
До 1937 года продолжал выступать с докладами и вёл антикоммунистическую пропагандистскую работу. В июле 1938 года переехал в Швейцарию, где закрепился благодаря первоначальной финансовой поддержке Сергея Рахманинова. Согласно опубликованным в 2022 году документам, власти Швейцарии считали его агентом Йозефа Геббельса. Поселившись в пригороде Цюриха Цолликоне, Ильин продолжил публицистическую и научную деятельность. В послевоенные годы много размышлял о природе тоталитарных режимов. В 1951 году он писал:

Мы видели левый тоталитаризм и правый тоталитаризм; мы испытали на себе оба режима вплоть до арестов, допросов, угроз, запретов; и даже более того. Мы имели возможность изучить оба режима до дна и относимся с нескрываемым нравственным и политическим отвращением к обоим.
В Швейцарии написал книги «Поющее сердце. Книга тихих созерцаний» (1947) и «Путь к очевидности» (издана посмертно в Мюнхене в 1957 году). В конце жизни закончил и издал свой итоговый труд «Аксиомы религиозного опыта» (1953), над которым работал более тридцати лет.
Умер 21 декабря 1954 года.

## Философия
Ильин был русским гегельянцем. Он в меньшей мере, чем Гегель, обращался к чувству исторического времени, исторических изменений, стремившись к выражению своих идей синхронным образом, наглядно эстетически. Ильин пытался аргументировать ценность национального и его необходимость. Общечеловеческое он трактовал в качестве интернационального и в качестве сверхнационального. Интернациональное, подобно Николаю Бердяеву, он понимал как «неистинную» общность людей, «бездуховность», «животное вырождение человека». Сверхнациональное понималось им в качестве вершинных достижений национального духовного творчества, национальных гениев, содержанием своего творчества интересных для всех, тогда как форма их творчества имеет значение только для определённой национальности. Ильин выделил две фазы в развитии национального сознания — инстинктивную (бессознательную) и духовную. Национальная ограниченность и самодовольство являются характеристиками только первой фазы. На второй стадии становления «национального духа» последним осознаётся его самобытность. Национальное философ понимал эстетически, как «прекрасное перед лицом Бога» и, следовательно, осознание специфики национального есть скорее рефлексия вкуса, осуществляемая посредством проницательности гения, а не в философских понятиях, как высшей форме самосознания, с позиции Гегеля.
Ильин сближается с концепцией культурно-исторических типов Николая Данилевского. Не применяя этого термина, он, однако утверждал, что существуют духовно ведущие народы, которым удалось выработать духовные идеи достаточной глубины и полноты, чтобы внутри них смогли духовно развиваться иные народные духи. Если Данилевский обращал внимание в первую очередь на сродство языков и традицию, то Ильин опирался на природно-географические факторы. Он считал, что проживающие в сходных условиях народы сближаются и духовно, растёт также сходство и в их вероисповеданиях. Язык Ильин понимал как «фонетическое, ритмическое и морфологическое выражение народной души».
Философ внёс вклад в развитие русской национальной идеи. По его мнению, национальное не может быть абсолютизировано перед лицом мирового, в связи с чем он призывал видеть вещи в «Божьем луче»: «Каждое жизненное содержание освещается и освящается Божиим лучом и получает через это свой духовный смысл, свой ранг и свою ценность». Характеризуя «русскую идею», философ обращался к природным факторам её становления и выделял в этой идее первичные и вторичные составляющие. Исходными он считал эмоционально-волевые, нравственные элементы, тогда как рассудочно-формальные, по Ильину, являются вторичными, и их следует развивать, опираясь на исходные. А. А. Иванов, А. Л. Казин и Р. В. Светлов характеризуют Ильина как представителя православного патриотизма (национализма) и как христианского мыслителя.
Послевоенная публицистика Ильина, собранная в двухтомнике «Наши задачи» (1956), сделала частью системного политического дискурса понятие «русофобия». Ильин утверждал, что западные народы «не знают России, не уважают её и не любят её. Они привыкли бояться её размеров и её мощи и от страха и зависти — то и дело думают о ней неподобное и произносят о ней печатно всякую глупость и гадость» («Без карьеры», 1948). По его словам, «В мире есть народы, государства, правительства, церковные центры, закулисные организации и отдельные люди — враждебные России, особенно православной России, тем более императорской и нерасчленённой России». Ильин переходит к самому термину: «Подобно тому, как есть „англофобы“, „германофобы“, „японофобы“, — так мир изобилует „русофобами“, врагами национальной России, обещающими себе от ее крушения, унижения и ослабления всяческий успех» («Против России», 1948). Ильин создал концепцию «мировой закулисы», в его воззрениях — наднациональной правящей элиты Запада, главной отличительной чертой которой является антироссийская направленность, вплоть до стремления к расчленению России.

### Московский период
На становление философских воззрений Ильина большое влияние оказали труды Г. В. Ф. Гегеля. В 1910 году он представил на суд научной общественности свой первый труд «Понятие права и силы: Опыт методологического анализа». Во время двухгодичной стажировки в Германии опубликовал цикл работ о немецкой философии «Идея личности в учении Штирнера: Опыт по истории индивидуализма» (1911), «Кризис идеи субъекта в наукоучении Фихте» (1912), «Шлейермахер и его „Речи о религии“» (1912), «О возрождении гегелианства» (1912) и др. Перевел с немецкого брошюру Рудольфа Штаммлера «Анархизм. Теория и критика», книгу Пауля Эльцбахера «Анархизм», а также работу Георга Зиммеля «О социальной дифференциации». Дружил с философом и одним из теоретиков анархизма Алексеем Боровым.

### Берлинский период
В эмиграции Ильин стал одним из последовательных идеологов белого движения, идеалы которого он стремился раскрыть в своих философских произведениях. Среди них наиболее значимыми признаны труды «Религиозный смысл философии» и «О сопротивлении злу силою»; в последнем Ильин полемизировал с Л. Н. Толстым, выдвинувшим концепцию о «непротивлении злу насилием». С положениями религиозной антропологии и этики Ильина, сформулированными в труде «О сопротивлении злу силою», полемизировал Николай Бердяев.
В политической публицистике 1930-х годов философ отстаивал тезис о том, что большевизм как форма левого тоталитаризма чужд русскому народу, оказавшемуся в заложниках у большевиков. Само образование советского государства Ильин рассматривал как отрицание «исторической России». Подспорьем для таких утверждений служили труды ведущих раннесоветских историков: М. В. Покровский в 1928 году утверждал, что «термин русская история есть контрреволюционный термин, одного издания с трехцветным флагом», А. И. Семёнов в 1928 году опубликовал труд «Памятник тысячелетию самодержавного гнета», посвящённый памятнику Тысячелетие России, М. В. Нечкина в 1929 году писала, что понятие «русская история насыщено великодержавным шовинизмом и не может быть принято марксистской историографией». В политическом памфлете «Советский Союз — не Россия», Ильин задавался вопросом, отчего большевики «не называют себя просто русскими патриотами?», предоставляя белым «драгоценное преимущество» называть Россию — своим отечеством? По мнению Ильина, причина этого явления состоит в том, что «советский патриотизм» вненационален, он выражается в верности «власти, а не родине; режиму, а не народу; партии, а не отечеству». Верность политическому строю вне национального патриотизма Ильин рассматривал как явление «извращённое и нелепое». Философ критиковал политику Коминтерна и считал, что она приводит к войнам, которые «не только не возвеличат и не обогатят Россию, но могут привести к ея разделению и распадению, к утрате ею ея исконных, исторически и государственно бесспорных вотчин».
В 1937 году в книге «Путь духовного обновления» предложил концепцию «сверхнационализма». Объясняя его суть, отмежевался от двух крайностей — «христианского интернационализма» и русского мессианства. Ильин отмечал, что «нелепость и фальшь предлагают те, кто допускает, что „русский народ“ есть какой-то особый „вселенский“ народ, который призван не к созданию своей творчески-особливой, содержательно-самобытной культуры, а к претворению и ассимиляции всех чужих, иноземных культур». Он не уточнил адресата своей критики, но обе эти позиции впервые были представлены Владимиром Соловьёвым. Заочно споря с ним, Ильин предложил также концепцию «патриотического симбиоза», основанную на делении народов на «ведущие», то есть создавшие свою самобытную культуру, и «ведомые», которым этого сделать не удалось.
В 1938 году Ильин завершил работу над философским триптихом «Я вглядываюсь в жизнь. Книга раздумий» («Ich schaue ins Leben. Ein Buch der Besinnung», 1938), написанном на немецком языке. Этот труд представляет собрание художественных зарисовок и философских медитаций на самые разные темы; в переработанном виде фрагменты «Книги раздумий» легли в основу русскоязычного труда «Поющее сердце», работу над которым Ильин завершил в Швейцарии.

### Цюрихский период
В Цюрихе Ильин находился под надзором властей и был существенно ограничен в свободе высказываний. В этот период он осуществил переработку на немецкий язык своего двухтомного труда «Философия Гегеля как созерцательное учение о Боге», который был опубликован в 1946 году в Берне. В нём Ильин проблематизировал понятие интуиции и переосмыслил гегелевское понятие диалектики. В цюрихских философских трудах Ильин рассуждал о природе спекулятивного мышления и созерцания, разрабатывая концепцию «философии откровения», предвосхитившую некоторые неогегельянские положения, выдвинутые Рихардом Кронером.
В сентябре 1941 года Ильин составил «Тезисы о России и неизбежном поражении Германии», в которых осудил захватнические планы национал-социалистов в Европе, а также действия вермахта на восточных оккупированных территориях. По мнению философа, «все разговоры о том, что эта война по намерениям вторгающихся имеет смысл крестового похода против коммунизма, суть разговоры лживые или глупые. […] Война эта ведётся не с коммунистами ради их идейного свержения, а с Россией».
Ильин негодовал, что России пришлось вступить в войну «в состоянии коммунистического тифа», при этом он был убеждён в том, что политика немцев на оккупированных территориях с неизбежностью отразится на отношении советских властей к церкви и русскому народу. Ильин надеялся, что в условиях войны у русских появится шанс вернуть себе политическую субъектность. Национальная политика СССР в отношении русских в условиях войны действительно претерпела изменения: И. В. Сталин прекратил гонения на церковь, а по окончании войны произнёс тост «За русский народ!». Несмотря на это, Ильин остался верен политическому принципу «непримиримости», убеждённый в том, что большевики лишь инструментализировали русский народ, но не относятся к нему как к цели. По мнению Юлии Синеокой, «Ильин был одним из немногих „государственников“ в среде русской эмиграции, кто избежал „очарования зла“, идеи о перерождении сталинского режима после войны». Прения о позднем сталинизме стали одной из причин разрыва отношений между Ильиным и Иваном Буниным.
В позднем творчестве Ильин задавался вопросами об условиях возможности восстановления табели о рангах в России, рассуждая о меритократии и «естественном чувстве ранга».
Ряд его трудов был посмертно опубликован при содействии Содружества имени профессора И. А. Ильина.

## Иван Ильин и фашизм
Будучи сторонником правого неогегельянства, Ильин с большим интересом относился к проекту итальянского фашизма и наряду с итальянским неогегельянцем Джованни Джентиле может рассматриваться как один из его теоретиков. По мнению Юрия Лисицы, отношение Ильина к фашизму и, в частности, к национал-социализму было своеобразным. В статьях «Письма о фашизме», «О русском фашизме», «О власти и смерти», «Национал-социализм», «Стратегические ошибки Гитлера», он показал природу, источник и смысл фашизма как рыцарского начала и отклик человечества на развернувшуюся бездну безбожия, бесчестия и свирепой жадности; как борьбу с интернационализмом, коммунизмом и большевизмом; как естественную реакцию на организованное безволие и организованный беспорядок, когда «люди ищут волевого и государственного выхода из организованного тупика безволия». В 1926 году в «Письмах о фашизме» Ильин восхвалял вождя итальянских фашистов Бенито Муссолини: 

Его политика пластична, рельефна: она состоит из личных поступков, ярких, законченных, самобытных и часто со стороны — неожиданных. (…) Им руководит скрытый, но внутренне жгущий его, хотя и смутно осязаемый им идеал, — волевой миф, который может однажды стать реальнее самой действительности.
В 1928 году в статье «О русском фашизме» Ильин рассуждал об опасностях политических метаморфоз белого движения, а также о «духовном смысле» тех сомнений и опасений, которые он счёл нужным высказать «по вопросу о русском фашизме». Ильин утверждал, что «белое движение в целом — гораздо шире фашизма и по существу своему глубже фашизма. Или, если угодно: белое движение есть родовое понятие, а фашизм есть видовое понятие»:

Белое движение шире фашизма потому, что оно может возникать и исторически возникло по совершенно другим поводам и протекало в иных формах, чем фашизм. Оно глубже фашизма потому, что именно в фашизме не проявляется или недостаточно действует глубочайший, религиозный мотив движения.
В этой статье Ильин рассуждал о возможностях национального возрождения России, а также о «белых» и «красных» формах политического в истории Европы. Понятия «белых» и «красных» движений Ильин употреблял в широком спектре значений не только применительно к событиям гражданской войны в России, но и применительно к разным формам гражданского сопротивления в истории Европы начиная с Раннего Нового времени: «Нет единой формы белого движения, пригодной для всех времён и у всех народов». Так в статье «О русском фашизме» Ильин называл «белыми» Минина и Пожарского, Вильгельма Молчаливого в Нидерландах, философа Фихте, воззвавшего к немецкому народу в эпоху наполеоновских войн. «Серьёзный успех» итальянского фашизма, который, по мнению Ильина, заслонил собой другие «драгоценные и необходимые формы» белого дела, может и должен служить изучению со стороны русских, сражающихся с большевизмом. Опираясь на опыт Италии, Ильин определял фашизм как «спасительный эксцесс патриотического произвола», при этом он выражал опасения, что русский «фашизм» как «политическая форма» может быть реализован и вне задач белого дела, получая самые разные «политические окраски»:

Может быть это будет «розовый», «жёлтый» или «чёрный» фашизм, то есть партийное дело ради партийных целей, прикрытых патриотической словесностью.
 Ильин, в частности, не исключал возможности сосуществования нескольких правых фракций, конкурирующих между собой на одной национальной почве. Больше того, по мнению Ильина, вне идеалов белого движения фашизм может привести не к возрождению, а к новой гражданской войне, которую враждебные России силы будут поддерживать и затягивать «периодическими субсидиями». В статье Ильин обращался к сторонникам правого крыла русской эмиграции и предостерегал их от перехода к прямым «формам политической организации» за рубежом, поскольку таковой переход может привести к интригам и усобице, а, как следствие, к разложению белого движения и к утрате «белого духа».
После Второй мировой войны в 1948 году Иван Ильин написал статью «О фашизме», в которой предложил заимствовать из правых режимов ценное, но не повторять их ошибок:

Фашизм есть явление сложное, многостороннее и, исторически говоря, далеко ещё не изжитое. В нём есть здоровое и больное, старое и новое, государственно-охранительное и разрушительное. Поэтому в оценке его нужны спокойствие и справедливость.
Научный сотрудник университета Мартина Лютера в Галле Хартмут Рюдигер Петер отмечает, что в этой статье Ильин подверг критике лишь такие ошибки национал-социалистов, как негативное отношение к религии и отчасти расизм, тогда как Холокост не упомянул вообще, а режимам в Испании и Португалии дал подчёркнуто хвалебную оценку.
По мнению философа Юлии Синеокой, в случае полемики вокруг Ильина имеет место логическая уловка reductio ad Hitlerum, поскольку философское наследие Ильина не сводится к его политической публицистике, сам философ ни в одном произведении не оправдывал преступлений тоталитарных режимов, а его главные эмигрантские труды «Аксиомы религиозного опыта» и «Поющее сердце. Книга тихих созерцаний» не связаны с оправданием фашистских политических режимов.

## Личная библиотека и архив
С 1966 по 2005 год библиотека и архив Ильина хранилась в Университете штата Мичиган (Ист-Лансинг). В 2006 году по инициативе Владимира Путина они были возвращены в Россию и поступили на хранение в Отдел редких книг и рукописей Научной библиотеки МГУ имени М. В. Ломоносова.
Библиотека насчитывает 630 наименований книг, брошюр, журналов и ротапринтных изданий, из них 563 книги — на русском языке. Это издания по русской литературе, истории и философии. В библиотеке имеются редкие издания Н. М. Карамзина («История государства Российского», 1818), («Летописец Новгородский», 1819) и другие, а также ценные издания Русского Зарубежья, касающиеся вопросов русской идеологии и культуры. Подготовлено печатное и электронное издания каталога личной библиотеки Ильина.

## Влияние
Иван Ильин оказал влияние на взгляды писателя Ивана Шмелёва, русского религиозного философа Николая Полторацкого и др.
В СССР об Ильине открыто почти не говорилось, а его труды стали издаваться с 1988 года. С 1993 по 2008 год в России было выпущено 28 томов собрания сочинений (составитель — Ю. Т. Лисица).
В начале 1990-х годов Иван Ильин положительно характеризовался в публикациях газеты «Русский вестник», несмотря на крайне негативное отношение самого Ильина к черносотенцам, идеи которых поддерживала газета. «Русский вестник», в частности, перепечатывал рассуждения Ильина о приходе «сатанизма» и необходимости проявлять бдительность.
В 2009 году в одной из бесед с Тихоном (Шевкуновым) Владимир Путин отметил, что часто перечитывает труд философа «Что сулит миру расчленение России».
Путин неоднократно цитировал Ильина в своих выступлениях — в 2005, 2006, 2012, 2013, 2014 и 2022 годах. Трижды — в посланиях Федеральному собранию, дважды — перед военной аудиторией и один раз — на молодежном форуме. Вслед за президентом Ильина цитировали или упоминали Дмитрий Медведев, Сергей Лавров, некоторые российские губернаторы, патриарх Кирилл и многие другие. Его книги в качестве обязательных к прочтению рекомендовали Владислав Сурков, Вячеслав Володин и даже глава КПРФ Геннадий Зюганов. При этом в 2022 году Зюганов заявил, что «превозносимый ныне Иван Ильин слагал оды во славу германского фашизма», и сообщил об утверждении Ильина в 1948 году о том, что «фашизм был прав, поскольку исходил из здорового национально-патриотического чувства».
В последнее время цитаты и тексты Ильина широко используются в заданиях для ЕГЭ.
За пределами России имя Ильина долгое время не пользовалось широкой известностью, за исключением круга специалистов по Гегелю. В 2018 году американский историк Тимоти Снайдер опубликовал книгу «Дорога к несвободе», в которой исследовал влияние философа как на мировоззрение российского президента, так и на современную российскую политику. С его точки зрения, идеи Ильина способствовали фашизации РФ.
В 2021 году на заседании международного дискуссионного клуба «Валдай» Путин сказал: «Я читаю Ильина, да, читаю до сих пор», а в 2022 году процитировал его в речи об аннексии четырёх украинских регионов.

## Память

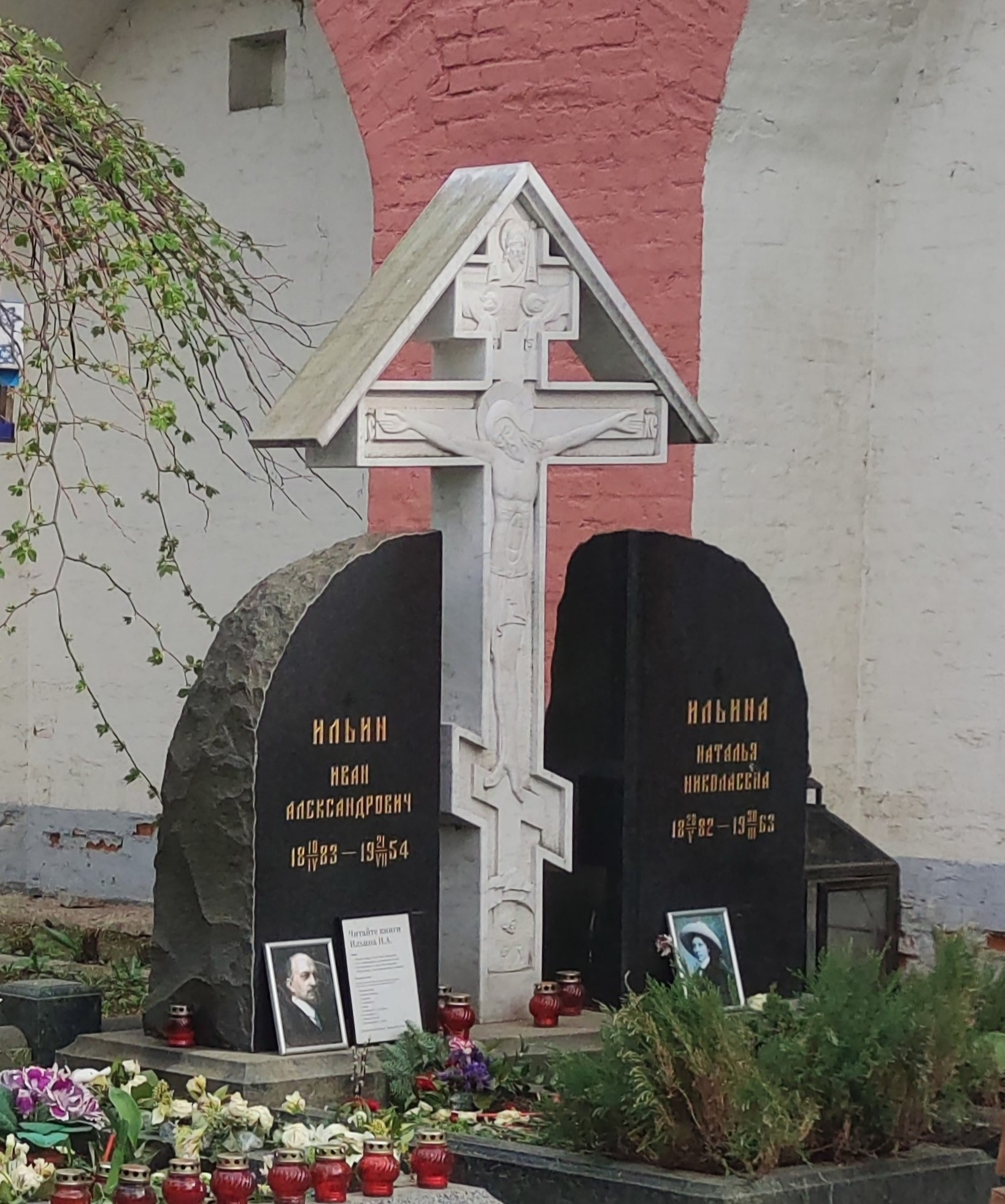
Мемориал (захоронение) Ивану Александровичу и Наталье Николаевне Ильиным в составе мемориала белым воинам на территории Донского монастыря, открыт 24 мая 2009 года

В конце 1956 года по инициативе вдовы философа было создано Содружество имени профессора И. А. Ильина. В него вошли Р. М. Зиле, Е. М. фон Баумгартен, А. А. Квартиров, К. Е. Климов.
В октябре 2005 года прах Ивана Ильина и его жены перезахоронили на кладбище Донского монастыря в Москве, рядом с могилой А. И. Деникина и недалеко от могилы И. С. Шмелёва. Четыре года спустя Владимир Путин за свой счёт поставил Ильину новое надгробие.
В 2005 году общественная всероссийская организация качества (ВОК) учредила медаль имени И. А. Ильина и производит ежегодные награждения ею специалистов, внёсших значительный вклад в обеспечение качества.
В апреле 2008 года в Москве на старейшем здании МГУ на Моховой улице была установлена мемориальная доска в память об Иване Ильине — выпускнике и преподавателе университета.
15 июня 2012 года в Екатеринбурге возле Уральского института бизнеса им. И. А. Ильина открыли памятник Ивану Ильину.
В Санкт-Петербурге создали Православный юридический фонд имени профессора И. А. Ильина. Председатель Фонда — профессор Олег Гурьевич Каратаев.
С 2013 года на базе Государственного университета морского и речного флота имени Адмирала С. О. Макарова и Санкт-Петербургской духовной академии фонд проводит Международную научно-практическую конференцию «Ильинские чтения».
В июле 2023 года в РГГУ была учреждена Высшая политическая школа имени Ивана Ильина, которую возглавил философ Александр Дугин. В апреле 2024 года на платформе change.org появилась петиция от имени студентов РГГУ с требованием переименовать учебно-научный центр на том основании, что Ильин «активно потворствовал деятельности немецко-фашистского режима, оправдывал преступления Адольфа Гитлера противостоянием с большевизмом и писал о необходимости русского фашизма». По мнению философа Юлии Синеокой, ажиотаж вокруг Высшей политической школы имени Ивана Ильина связан не столько с историей русской философии, «в которой Ильин по праву занимает значимое место», сколько с назначением на должность главы школы Александра Дугина.
16 мая 2024 года в Московском государственном университете технологий и управления прошла Всероссийская научно-практическая конференция «Путь духовного обновления – императив русской классической философии», посвящённая 70-летию со дня смерти И. А. Ильина.

## Образ в культуре
Документальное кино
- 2005 — Завещание философа Ильина[89]
- 2007 — Защита Ильина[90]
- 2011 — Русский философ Иван Ильин[91]

Игровое кино
- 2017 — Троцкий (в роли Ильина — Кирилл Пирогов)

## Труды

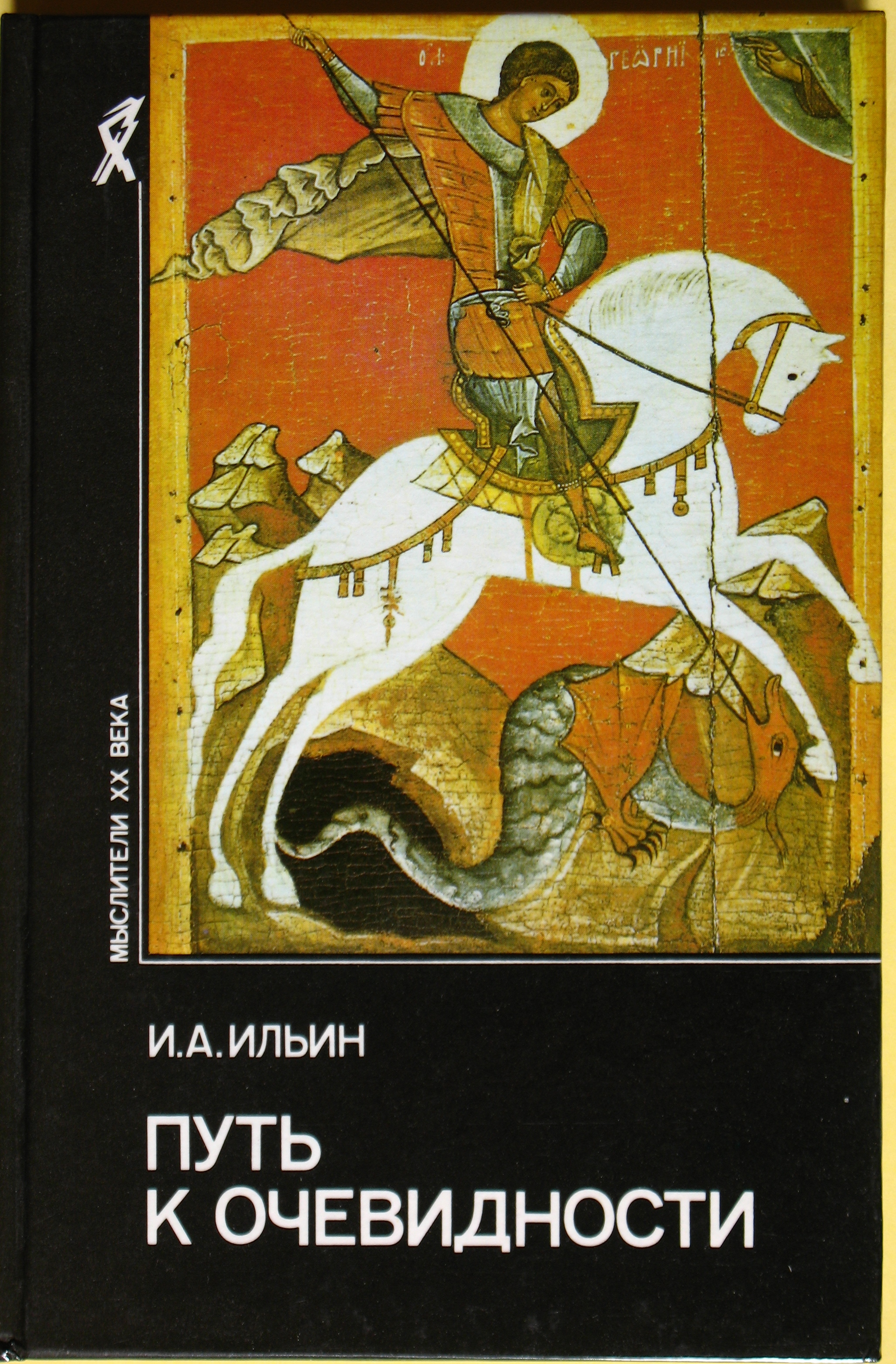
Сборник работ Ильина в серии «Мыслители XX века»

Ильин написал более 50 книг и свыше тысячи статей на русском, немецком, французском и английском языках.
Наиболее известны:
- труды по юриспруденции и праву, в том числе: «О сущности правосознания»[92] (написано в 1919, опубликовано в 1956), «Общее учение о праве и государстве» (опубликовано в 1915);
- двухтомник «Философия Гегеля как учение о конкретности Бога и человека», 1918;
- «О сопротивлении злу силою», 1925;
- двухтомник «Наши задачи», 1956, содержит более чем 200 статей, написанных в Швейцарии с 1948 по 1954;
- «Аксиомы религиозного опыта», 1956;
- лекции «Понятия монархии и республики», 1979 — подготовлены к печати Н. П. Полторацким.

На русском языке
- В электронной библиотеке Одинцовского благочиния
- Сайт МГУ «Наследие русского философа И. А. Ильина»
- «Словоохотливый и молчаливый»
- Звёзды русской культуры в Интернете
- Библиотека думающего о России
- О русском фашизме «О русском фашизме». 1928
- И. А. Ильин о необходимости противодействия агентуре МГБ-КГБ (из серии статей для чинов РОВСа, написанных в 1948—1954 гг.)
- Иван Ильин. «О грядущей России» // Избранные статьи. под ред. Н. П. Полторацкого. Изд. Св.-Троицкого Монастыря и Корпорации Телекс Джорданвилл, Н.-Й. США, 1991. — М.: Воениздат, 1993. — 368 с.
- О сопротивлении злу силой
- «Основы государственного устройства», «Проект Основного Закона России»
- «О России. Три речи», «Что сулит миру расчленение России», «О грядущей России», «Какие же выборы нужны России?», «О монархии и республике», «О сопротивлении злу силою»
- На сайте Тверской епархии
- Советский Союз — не Россия (Памятные тезисы). — 1947.
- Национал-социализм. Новый дух
- О тьме и просветлении. Книга художественной критики: Бунин — Ремизов — Шмелёв. — Мюнхен, 1959. — 203 с.

На немецком языке
- Kommunismus oder Privateigentum? Berlin: Verlagsanstalt d. Deutschen Hausbesitzes, 1929.
- Wider die Gottlosigkeit. Berlin: Eckart-Verl., 1931.
- Die Ziele und die Hoffnungen; Die Arbeitsmethoden; Das System des Terrors; Kommunismus als Beamtenherrschaft; Das Schicksal des russischen Bauern; Die Lage der Arbeiter // Welt vor dem Abgrund. Politik, Wirtschaft und Kultur im kommunistischen Staate. Berlin: Eckart-Verl., 1931. S. 15-34, 35-53, 99-118, 119—142, 183—218, 371—400.
- Gift — Geist und Wesen des Bolschewismus. Berlin: Eckart-Verl., 1931.
- (mit A. Ehrt als J. Schweikert) Entfesselung der Unterwelt. Berlin: Eckart-Verl., 1932.
- Was hat das Martyrium der Kirche in Sowjet-Rußland den Kirchen der anderen Welt zu sagen? Neukirchen: Stursberg, 1936.
- Der Angriff auf die christliche Ostkirche. Neukirchen: Stursberg, 1937.
- Das Martyrium der Kirche in Rußland. Neukirchen: Stursberg, 1937.
- Ich schaue ins Leben. Berlin: Furche-Verl., 1938.
- Wesen und Eigenart der russischen Kultur. Zürich: Aehren Verl., 1942.
- Die ewigen Grundlagen des Lebens. Zürich: Aehren Verl., 1943.
- Das verschollene Herz. Bern: Haupt, 1943.
- Blick in die Ferne. Affoltern am Albis: Aehren Verl., [1945].
- Die Philosophie Hegels als kontemplative Gotteslehre. Bern: Francke, 1946.

## Семья
Венчался 27 августа 1906 года там же, где и родители — в церкви Рождества Христова в селе Быково — с Натальей Николаевной Вокач (1882—1963), племянницей Сергея Муромцева, двоюродной сестрой Веры Муромцевой (жены Ивана Бунина) и кузиной сестёр Евгении и Аделаиды Герцык. В конце 1930-х годов Наталья Николаевна написала с позиций антинорманизма книгу «Изгнание норманнов. Очередная задача русской исторической науки».
Детей у четы Ильиных не было.